# Подсопки
Подсо́пки — село в Сухобузимском районе Красноярского края, административный центр Подсопочного сельсовета.

## География
Село расположено в 9 км от райцентра – села Сухобузимского, на реке Сухой Бузим, в распадке между невысоких (до 250 метров) сопок. Отсюда и название села – Подсопки. Рядом, на реке Сухой Бузим имеется пруд Подсопочный.

## История
Основано село в 1738 году Енисейскими крестьянами Зотиными. Жители села занимались сельским хозяйством: сеяли зерно, держали скот.
В 1927 году был образован «Колхоз им. Куйбышева».
В 1957 году «Колхоз им. Куйбышева» был присоединен к совхозу «Сухобузимский», который в 1992 году реорганизовался в акционерное общество «Сухобузимское».

## Население
| 2010 |
| ---- |
| 432  |

## Экономика

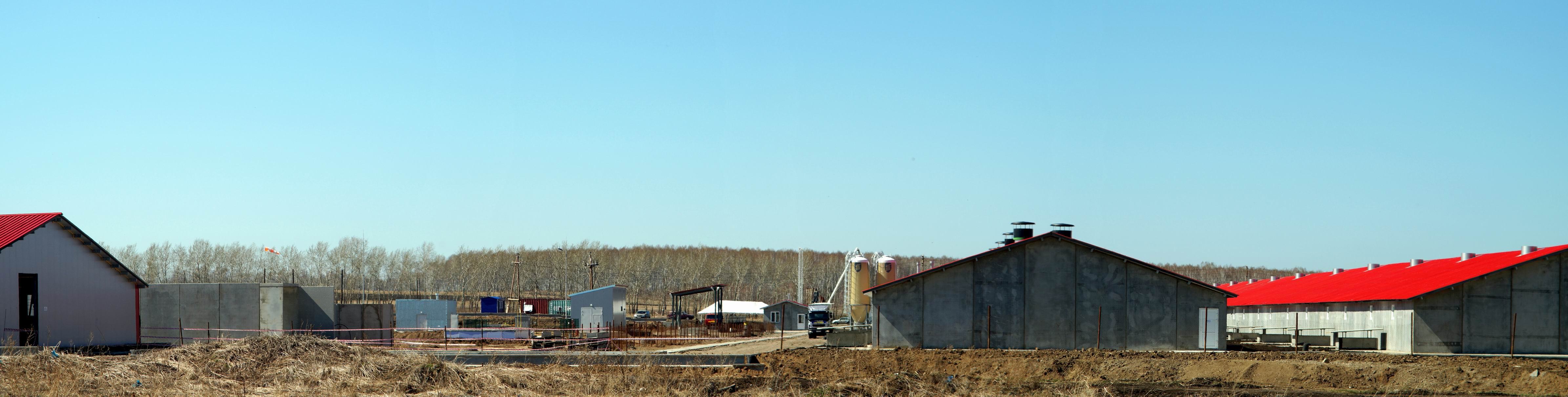
Строящийся свинокомплекс в 2014 году

15 апреля 2014 года в селе был запущен в работу свинокомплекс «Агроэлита» холдинга Голдман Групп (бывш. ГК «Сангилен»)

## Транспорт
До райцентра проложена автодорога районного значения (3 категория) «Сухобузимское-Татарское-Иркутское-Карымское».

## Культура
В селе есть основная общеобразовательная школа, библиотека, сельский клуб, фельдшерско-акушерский пункт и детский сад.